# Eusébio Scheid

Wappen von Eusébio Kardinal Scheid

Eusébio Oscar Kardinal Scheid SCJ (gebürtig: Oscar Francisco Scheid; * 8. Dezember 1932 in Luzerna; † 13. Januar 2021 in São José dos Campos) war ein brasilianischer Ordensgeistlicher und römisch-katholischer Erzbischof von Rio de Janeiro.

## Leben
Eusébio Scheid, Nachfahre deutscher Einwanderer aus dem saarländischen Sotzweiler, trat nach seiner Schulzeit in die Ordensgemeinschaft der Herz-Jesu-Priester ein und studierte in Corupá und Rom Katholische Theologie. Er promovierte mit einer christologischen Arbeit an der Päpstlichen Universität Gregoriana zum Doktor der Theologie und empfing am 3. Juli 1960 in Rom das Sakrament der Priesterweihe durch den Bischof von Guaxupé, Inácio João Dal Monte OFMCap. Eine Woche später feierte er seine Primiz in Sotzweiler. Von 1964 bis 1965 wirkte er als Professor für Theologie am Christkönig-Seminar und Regionalseminar für Nordost-Brasilien in Recife.
Von 1965 bis 1981 dozierte er Liturgik und Dogmatik am Theologischen Institut von Taubaté, das er auch mehrere Jahre leitete. Von 1966 bis 1968 nahm er zusätzlich einen Lehrauftrag für Religiöse Kulturfragen an der Päpstlichen Katholischen Universität von São Paulo wahr.
Am 11. Februar 1981 ernannte ihn Papst Johannes Paul II. zum ersten Bischof des zwei Wochen zuvor errichteten Bistums São José dos Campos. Die Bischofsweihe spendete ihm am 1. Mai desselben Jahres der Apostolische Nuntius von Brasilien, Erzbischof Carmine Rocco; Mitkonsekratoren waren der Koadjutorerzbischof von Aparecida, Geraldo María de Morais Penido, und der Bischof von Lages, Honorato Piazera SCJ.
Am 23. Januar 1991 wurde er zum Erzbischof von Florianópolis ernannt. Papst Johannes Paul II. ernannte Eusébio Oscar Scheid am 25. Juli 2001 zum Erzbischof von Rio de Janeiro. Am 3. Oktober desselben Jahres wurde er zusätzlich zum Ordinarius für die byzantinischen Gläubigen in Brasilien ernannt.
Am 21. Oktober 2003 nahm ihn Papst Johannes Paul II. als Kardinalpriester mit der Titelkirche Santi Bonifacio ed Alessio in das Kardinalskollegium auf. Am 24. November desselben Jahres wurde er zum Mitglied des Päpstlichen Rats für die sozialen Kommunikationsmittel ernannt. Er war Teilnehmer des Konklave 2005.
Am 27. Februar 2009 nahm Papst Benedikt XVI. sein aus Altersgründen vorgebrachtes Rücktrittsgesuch vom Amt des Erzbischofs von São Sebastião do Rio de Janeiro an. Am 28. Juli 2010 trat er auch als Ordinarius für die katholischen Gläubigen des orientalischen Ritus in Brasilien zurück. Am Konklave 2013 nahm Kardinal Scheid wegen Überschreitung der Altersgrenze nicht mehr teil.
Eusébio Scheid wurde tagelang intensivmedizinisch im Krankenhaus São Francisco in Jacareí behandelt und starb am 13. Januar 2021 im Alter von 88 Jahren auf Grund einer schweren Lungenentzündung nach einer SARS-CoV-2-Infektion. Sein Grab befindet sich in der Krypta der Kathedrale von São José dos Campos.